# Famicom Grand Prix II: 3D Hot Rally
Famicom Grand Prix II: 3D Hot Rally (ファミコングランプリII　スリーディーホットラリー?) es un videojuego de carreras lanzado en Japón para el Famicom Disk System. Es la secuela de Famicom Grand Prix: F1 Race, aunque los dos juegos son muy diferentes. Al igual que su predecesor, también fue objeto de un torneo que se llevó a cabo del 14 de abril al 31 de mayo de 1988. Los 100 mejores jugadores de cada clase de automóvil recibieron un trofeo en forma de un automóvil dorado de su clase encerrado en cristal de cuarzo con su nombre y rango en la base. Por lo tanto, hay 300 trofeos de este tipo. Ellos y miles de finalistas y ganadores de la rifa recibieron un "Pretty Mini", que es un juego de papelería amarillo con la forma de Diskun, la mascota de FDS. Es similar a un juego de papelería blanco que se vendía en las tiendas. También recibieron licencias de conducir simuladas. El juego es compatible con Famicom 3D System, lo que permite al jugador ver la pantalla en tres dimensiones usando un par de gafas especializadas. El nombre del juego toma nota de dichas capacidades.
Famicom Grand Prix II: 3D Hot Rally marca la primera vez que Luigi aparece más alto y más delgado que Mario en la carátula de un juego, aunque este diseño se estableció en el arte oficial de Super Mario Bros.: The Lost Levels y en la película Super Mario Bros.: Peach-Hime Kyushutsu Dai Sakusen!.
Este juego, junto con su predecesor, es un posible antepasado de la serie Mario Kart, muy probablemente debido al hecho de que presenta a Mario y posee una mecánica de carreras 2D similar, que más tarde pasó a Super Mario Kart.

## Jugabilidad
Famicom Grand Prix II: 3D Hot Rally es un juego de carreras con un jugabilidad similar a la de Rad Racer. Hay tres cursos diferentes en el juego, y todos tienen varios caminos múltiples que se dividen entre los que los jugadores pueden elegir. Antes de que comience la carrera, el jugador puede elegir un punto de reparación. Esto actúa como un punto de control que repara los daños sufridos por el vehículo, como cuando choca contra obstáculos. Un indicador de daños en la parte inferior derecha del juego mostrará el estado del vehículo; una vez que el indicador de daño se agote por completo, el juego terminará. El jugador puede optar por pausar el juego y seleccionar "Reparar" en el menú para evitar esto, pero dependiendo de cuánto daño haya sufrido el vehículo, más tiempo llevará esta reparación.
El juego no es un juego de carreras tradicional en el sentido de que el objetivo no es terminar primero, sino terminar antes de que termine el tiempo. El jugador comienza con 20 segundos en el "Banco de tiempo". Cada ruta alternativa, o "tramo", del curso tiene un marco de tiempo esperado predeterminado de finalización. Si los jugadores no cumplen con ese marco de tiempo, los segundos del Banco de tiempo se restarán. Sin embargo, si los jugadores terminan el tramo por debajo del tiempo previsto indicado, los segundos restantes del mismo se sumarán al Banco de Tiempo. Si el banco de tiempo se agota por completo, el juego terminará.
Dispersos a lo largo del recorrido en grupos de cinco están los Hot Dot: recolectar ocho de ellos otorgará al vehículo una marcha adicional por 15 segundos temporales que le permitirán alcanzar una velocidad de hasta 300 km/h. 

## Personajes

### Personajes principales
Mario (conductor) y Luigi (navegante)

### Vehículos
| Vehículo | Velocidad máxima | 1/4 de milla | Carretera | Césped | Nieve | Arena | Suciedad |
| -------- | ---------------- | ------------ | --------- | ------ | ----- | ----- | -------- |
| Kattobi  | 220km/h          | 13.71 s      | ★★★       | ★★★    | ★☆☆   | ★☆☆   | ★☆☆      |
| Yonque   | 200 km/h         | 17.03 s      | ★★☆       | ★★☆    | ★★★   | ★★☆   | ★★☆      |
| Monster  | 180km/h          | 15.59 s      | ★☆☆       | ★☆☆    | ★★☆   | ★★★   | ★★★      |

### Obstáculos
- Abunaiwa (Cantos rodados)
- Nanisuruki (Arbustos)
- Jamadatō (Farolas)

### Coleccionable
- Hot Dot

## Desarrollo
Se mostró "Famicom Grand Prix II: 3D Hot Rally" a Nintendo of America, quien criticó duramente el juego, particularmente el diseño "lindo" de los vehículos, y afirmó que no se vendería. Esta reacción enfureció al director Kazunobu Shimizu y fue uno de los impulsores del estilo gráfico de F-Zero.
Este juego es uno de los ocho que son compatibles con Famicom 3D System. El folleto del torneo anunciaba este sistema.